# Bristol-Burney Hydroplane
Los Bristol-Burney Hydroplane fueron un par de hidroaviones experimentales británicos producidos por una colaboración entre el teniente Dennistoun Burney y la British and Colonial Aeroplane Company durante 1912-14. Los aviones, ninguno de los cuales voló con éxito, tenían un novedoso tren de aterrizaje tipo hidroala. Aunque no fue un éxito, su desarrollo fue la base de la invención posterior del Paravane por parte de Burney, especie de "cometa" subacuática con una cabeza de guerra, utilizado en la guerra antisubmarina y antiminas.

## Diseño y desarrollo

### Antecedentes
Dennistoun Burney era un oficial naval que se había convencido de las posibilidades de la aviación naval y que tenía una serie de ideas técnicas sobre el tema. Queriendo desarrollarlas, pero careciendo de los recursos técnicos para hacerlo, se acercó a Bristol, que expresó su interés y, habiéndosele asegurado el apoyo del Almirantazgo, creó una oficina de diseño separada y altamente secreta, llamada Departamento X, para desarrollarlos a finales de 1911. Frank Barnwell fue contratado para actuar como diseñador, con Clifford Tinson como su asistente. Su primera propuesta, denominada X.1, fue una adaptación de un biplano Bristol G.E. 1. El avión debía ser sostenido en el agua por cinco bolsas de aire aerodinámicas instaladas debajo de las alas, pero para el despegue utilizaba el principio de la hidroala, recientemente iniciado por Enrico Forlanini, usando tres juegos de hidroalas, cada uno compuesto por una pata central que soporta una pila de planos de sustentación, un conjunto conocido como "hidropedal". Además de la hélice aérea, el avión debía ser impulsado por hélices acuáticas para su uso en el despegue, accionadas a través de un embrague para que pudieran desconectarse cuando el avión estuviera en vuelo.

### X.2
Esta propuesta fue rápidamente descartada y Barnwell presentó una propuesta para un monoplano biplaza con un ala inflable, utilizando ocho tubos de tela engomada que corrían a lo largo en lugar de largueros. Se hicieron algunos experimentos con esta idea, pero resultó demasiado pesada para ser práctica, por lo que se modificó el diseño para utilizar una estructura de ala convencional con tres largueros que utilizaba la deformación alar para el control lateral, montada en la parte superior del fuselaje, que tenía una sección inferior redondeada similar a un barco y estaba revestida con caoba y luego recubierta con tela para velas barnizada. Esto debía funcionar como el casco de un hidrocanoa, manteniendo el avión a flote hasta que se moviera lo suficientemente rápido para que los hidroplanos comenzaran a proporcionar elevación. Dos hidropedales sobresalían en ángulo desde debajo del borde de ataque del ala, cada uno con una hélice acuática movida por un eje contenido dentro de la pata, y un tercer hidropedal estaba sostenido debajo del fuselaje trasero. Estaba propulsado por un motor radial Canton-Unné de 60 kW (80 hp) refrigerado por agua, que movía la hélice aérea y las acuáticas a través de un par de embragues Hele-Shaw. En la cabina se instalaron controles dobles, en la que la tripulación se sentaba lado a lado.
El avión se completó en mayo de 1912 y fue llevado en barco a Dale en Pembrokeshire para ser probado por el piloto de pruebas Howard Pixton. La primera prueba demostró que el avión aceleraba bien bajo la potencia de las hélices de agua, pero después de un corto recorrido, el carenado aerodinámico de los hidropedales se desgarró, poniendo fin a las pruebas. Pruebas estáticas posteriores revelaron un problema de vibración en el conjunto propulsor y, mientras esto se examinaba, se realizaron pruebas remolcando el avión detrás de un torpedero. Los problemas de estabilidad se solucionaron parcialmente con cambios menores en los planos de elevación del hidropedal y con la adición de un elevador acuático controlable y un timón al hidropedal de popa, lo que dio como resultado características de remolque satisfactorias, pero cuando se usaron las hélices acuáticas, la reacción de torque hacía que el avión se inclinara.
En septiembre se decidió realizar una prueba de vuelo remolcando el avión, se retiró el motor y se reemplazó por 230 kg de lastre. El 21 de septiembre, remolcado por un barco torpedero que transportaba a George Dacre para supervisar los instrumentos, los controles de la máquina fueron ajustados para el vuelo nivelado y bloqueados. Despegó a una velocidad de 56 km/h en actitud de morro alto, entró en pérdida, se deslizó lateralmente y se estrelló, felizmente sin herir a Dacre.

### X.3
No se consideró que valiera la pena reparar el X.2 y en marzo de 1913 se trabajó en una segunda máquina, a la que se le asignó el número de secuencia 159 de Bristol. Era ligeramente más grande que el X.2, y tenía un fuselaje recubierto de madera contrachapada Consuta. Se modificó la disposición de las hélices acuáticas, pasando a girar en sentido contrarrotativo para eliminar los efectos del torque y a montarse centralmente en tándem. La deformación alar fue sustituida por alerones. Fue diseñado para ser propulsado por un motor radial Canton-Unné de 150 kW (200 hp) refrigerado por agua, cedido por el Almirantazgo.
Se realizaron pruebas preliminares de rodaje con estabilizadores para sostener flotadores de punta en lugar de las alas y con un motor Gnome de 60 kW (80 hp). En general fueron satisfactorias, aunque había una tendencia a que el morro picara cuando se activaba la hélice: para contrarrestar esto, se añadió un elevador suplementario montado en la parte delantera. El Gnome fue luego reemplazado por el Canton-Unné y se le instalaron las alas, pero antes de que pudieran comenzar las pruebas de vuelo, el avión quedó varado en un banco de arena, lo que requirió extensas reparaciones. En este punto, Bristol solicitó al Almirantazgo un apoyo más sustancial, pero éste le fue denegado y el programa fue abandonado. El X.3 fue devuelto a Filton, donde finalmente fue desguazado en 1920. Burney aprovechó su experiencia con los X.2 y X.3 para desarrollar el Paravane en el HMS Vernon durante 1915.

## Especificaciones (X.3)
Referencia datos: Barnes 1988 p.90

### Características generales
- Tripulación: Uno (piloto)
- Capacidad: Un pasajero
- Longitud: 11,2 m (36,7 ft)
- Envergadura: 17,6 m (57,8 ft)
- Superficie alar: 46 m² (495,2 ft²)
- Planta motriz: 1× motor radial de 9 cilindros refrigerado por agua Canton-Unné.
  - Potencia: 150 kW (207 HP; 204 CV)
- Hélices: Bipala de paso fijo